# 아르테미시온 해전
아르테미시온 해전(고대 그리스어: Ναυμαχία του Αρτεμισίου)은 페르시아 전쟁 동안인 기원전 480년, 에우보이아섬 북단의 아르테미시온 바다에서 아테네를 중심으로 한 그리스 해군과 페르시아 아케메네스 왕조 원정군 사이에서 벌어진 해전이다. 헤로도토스의 ‘역사’에 자세히 서술되어 있다. 육전인 테르모필레 전투에서 페르시아 원정군이 승리했기 때문에 철수했지만, 이 해전에서 그리스 함대는 월등한 수의 페르시아 함대를 맞아 거의 호각을 이루었다.

## 배경
페르시아 원정군의 침공을 알게 된 그리스 측은 이스토모스에서 회의를 열고 육전대를 테르모필레에서, 페르시아 함대를 에우보이아섬 북단의 아르테미시온에서 요격할 것을 결의했다. 테르모필레, 아르테미시온 방어선은 이를 돌파되면 에우리포스 해협의 제해권은 페르시아로 넘어가게 되어 에우보이아섬은 고립되고, 아티카 이북이 완전히 제압되는 전략적으로 매우 중요한 의미를 가지고 있었다. 그리스 연합 함대는 마케도니아의 테르메(현 테살로니키)에 포진한 삼단노선 1,207척, 기타 함선을 포함하여 총 3,000척 이상의 대규모 함대를 요격해야 했다.
테르메를 출발한 페르시아 해군은 10척의 쾌속선을 우선 스키아토스에 파견해 경계임무를 하고 있던 트로이젠, 에기나, 아테네의 그리스 선박 3척을 나포했다. 스키아토스에서 발화 신호로 이를 알게 된 그리스 함대는 놀라서 일단 아르테미시온에서 칼키스까지 후퇴했다.
페르시아 본대는 마그네시아의 해안선을 따라 남하했으나, 도중에 헬레스폰투스 바람이라는 맹렬한 동풍을 3일에 걸쳐 받고 400척 이상이 난파하고 수많은 병사를 잃었다. 그리스 측은 다행히 칼키스로 철수해 있었기 때문에 피해를 입지 않았고, 또한 에우보이아의 고지대에 포진한 경계병이 페르시아 함대의 손해를 그리스 측에 말했기 때문에 그들은 페르시아 함대가 거의 괴멸되었다고 생각하고, 다시 아르테미시온에 포진했다.
그런데 아페타이에 정박한 페르시아 함대는 그리스 측의 예상을 뛰어 넘는 규모여서 전군이 당황했고, 총지휘관 유리비아데스와 코린트의 지휘관 아데이만토스는 아르테미시온에서 철수할 것을 주장했다. 에우보이아섬 주민들은 이것을 알고 유리비아데스에 퇴각 철회를 요구했지만 받아들여지지 않았기 때문에, 테미스토클레스에게 뇌물을 주어 개전을 호소했다. 테미스토클레스는 이 돈의 일부를 유리비아데스와 아데이만토스에 전달하여, 두 사람을 달래 아르테미시온에서 개전을 결정했다.

## 전투

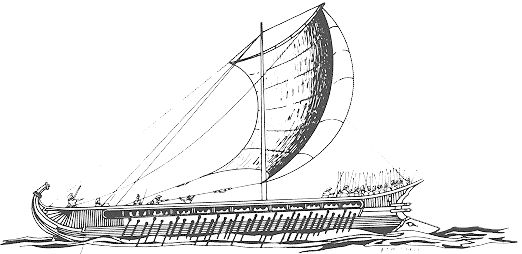
그리스의 삼단노선 스케치

아페타이에 정박한 페르시아 함대는 그리스 함대를 인지하고 있었지만, 정면에서 공격하면 그들이 도주할 가능성이 있었기 때문에 200척의 함대를 편성하여 에우보이아섬을 우회하여 에우리포스 해협을 북상하며 그리스 연합 함대를 협공하는 전략을 세웠다. 그러나 이 정보는 페르시아 측에 종군하는 그리스인에 의해 누설되었고, 그리스 함대는 한밤중에 출항하여 먼저 우회 부대를 섬멸하기로 했다. 그러나 우회 부대가 나타나지 않았기 때문에 다음날 오후, 그리스 해군은 페르시아 본대를 향해 돌격을 시작했다.
페르시아 측은 그리스의 전투선이 소규모임을 알고 포위진을 치고 있었지만, 선간 돌파 전술을 구사하며 분투하는 그리스 함선에 30척을 나포당하는 등 심한 타격을 받았다. 싸움은 일진일퇴의 공방으로 흘러가며 승패가 결정되지 않았다. 그날 밤, 일대가 맹렬한 폭풍우에 휩쓸려 페르시아 측의 우회 부대는 에레트리아 부근에서 바람에 휩쓸려 좌초되면서 전멸했다.
2일째 전투에서 아테네는 선박 53척이 합류하였고, 동시에 우회 부대가 전멸했다는 소식도 알게 되었다. 그리스 함대는 분발하여 길리기아 선단을 섬멸했다.
3일째 전투는 페르시아 함대가 초승달 모양의 진형을 구축하여 그리스 함대를 포위하는 형태로 전투가 시작되었다. 이 전투에서는 양측 모두 과감하게 전투에 임하면서 상당한 손실을 입었다.
전투는 3일에 걸쳐 진행되었으며, 수적으로 불리한 그리스 해군은 분투하며 페르시아 군과 호각으로 이뤘지만, 수적으로 불리한 그리스 측의 손실은 감당하기 어려웠고, 또한 테르모릴레가 함락당했다는 소식도 들어왔기 때문에 그리스 함대는 전투 진형을 유지하면서 살라미스 섬으로 철수했다.

## 전력

### 페르시아
헤로도투스는 기원전 480년 봄 도리스코스에 집결한 페르시아 함대의 상세한 규모를 밝히고 있다. 그러나 페르시아 함대가 마그네시아 해안 근처에서 폭풍을 만났을 때, 함대의 1/3은 소실된 것으로 보인다. 그리하여 헤로도투스의 계산에 따르면, 페르시아 함대는 아르테시스온에서는 약 800척 규모가 되었다.
| 페니키아 군（시리아 군 포함）: | 300척  |
| 이집트:                        | 200척  |
| 키프로스 :                     | 150척  |
| 킬리키아:                      | 100척  |
| 팜필리아:                      | 30척   |
| 리키아 군:                     | 50척   |
| 도리스(소아시아):              | 30척   |
| 카리아군:                      | 70척   |
| 이오니아 군:                   | 100척  |
| 아이올리스 군:                 | 60척   |
| 에게해 도서 지역의 군:         | 17척   |
| 합계                           | 1207척 |

※ 전투 전에 헬레스폰투스 바람의 영향으로 400척 이상이 상실. 15척이 그리스 함대에 나포, 그래서 전투에 참가한 함정은 800 이하.
고대 자료 출처가 비정상적이게 일관성을 가지기 때문에 어떤 현대 학자들은 이러한 수를 받아들였다. 그러나 이러한 1,207척이라는 수치는 일리어드에서의 결합된 그리스 함대를 참고한 것처럼 보이며, 일반적으로 페르시아가 600척 정도의 전선만 에게 해에 투입할 수 있었을 것으로 추측하고 있다.

### 그리스 함대
| 도시                |     | 도시         |    | 도시       | 함선수  |
| ------------------- | --- | ------------ | -- | ---------- | ------- |
| 아테네              | 127 | 코린토스     | 40 | 아이기나   | 18      |
| 칼키스              | 20  | 메가라       | 20 | 시키온     | 12      |
| 스파르타            | 10  | 에피다우로스 | 8  | 에레트리아 | 7       |
| 트로이젠            | 5   | 스티라       | 2  | 케아       | 2 (2)   |
| 오르니토스 로크리스 | (7) |              |    | 전체       | 271 (9) |

아테네는 기원전 483년 이후로 지속적인 에게 해에서의 충돌로 많은 함대를 구축한 것으로 보인다. 그러나 그러나 이러한 축조는 처음에는 테미스토클레스에 의해 시작되었으며, 또한 이후의 페르시아와의 충돌도 염두에 두었을 것이다. 아테네는 처음에는 연합군의 사령관직을 요청했지만, 단결을 유지하기 위해 스파르타의 에우리비아데스에게 지휘하게 했다.

## 결과
테르모필레, 아르테미시온 방어선을 돌파당한 그리스 측은 전략적 거점이 되는 에우리포스 해협을 제압당하고 아티카 이북을 완전히 페르시아의 손아귀에 넘겨주게 되었다.
페르시아 원정군은 진군로에 있는 폴리스를 파괴하면서 공략하였고, 크세르크세스 1세 이끄는 본대는 아티카를 침공하여 아테네를 목표로 진군했으며, 별동대는 파르나소스 산을 우회하여 델포이로 향했다.
그리스 함대는 아르테미시온에서 철수한 후 함대 집결지를 어디에 둘 것인가를 합의하여 정했다. 스파르타, 코린토스 등의 펠로폰네소스반도의 폴리스는 평소부터 이스토모스 지협에서 방어선 구축을 주장하고 있었기 때문에, 주저없이 이스토모스에 집결하자고 주장했다. 그러나 아테네 군은 아테네 시민의 피난을 우선시하여 살라미스에 집결을 촉구했다. 결국 함대는 살라미스섬에 집결하게 되는데, 이 결정이 페르시아 전쟁 최대의 결전이 되는 〈살라미스 해전〉의 복선이 되었다.

## 책

### Ancient sources
- Herodotus, The Histories Perseus online version
- Ctesias, Persica (excerpt in Photius's epitome)
- Diodorus Siculus, Biblioteca Historica.
- Thucydides, History of the Peloponnesian War
- Cicero, On the Laws

### Modern sources
- Holland, Tom. Persian Fire. London: Abacus, 2005 (ISBN 978-0-349-11717-1)
- Green, Peter. The Greco-Persian Wars. Berkeley: University of California Press, 1970; revised ed., 1996 (hardcover, ISBN 0-520-20573-1); 1998 (paperback, ISBN 0-520-20313-5).
- Lazenby, JF. The Defence of Greece 490–479 BC. Aris & Phillips Ltd., 1993 (ISBN 0-85668-591-7)
- Fehling, D. Herodotus and His "Sources": Citation, Invention, and Narrative Art. Translated by J.G. Howie. Leeds: Francis Cairns, 1989.
- Burn, A.R., "Persia and the Greeks" in The Cambridge History of Iran, Volume 2: The Median and Achaemenid Periods, Ilya Gershevitch, ed. (1985). Cambridge University Press.
- Köster, A.J. Studien zur Geschichte des Antikes Seewesens. Klio Belheft 32 (1934).
- Finley, Moses (1972). 〈Introduction〉. 《Thucydides – History of the Peloponnesian War (translated by Rex Warner)》. Penguin. ISBN 0-14-044039-9.
- Roisman, Joseph; Worthington, Ian (2011). 《A Companion to Ancient Macedonia》. John Wiley and Sons. ISBN 1-4443-5163-X.